# 托蒙德
托蒙德（法語：Thomonde，發音：[tɔmɔ̃d]）是海地中央省安什区的市镇，总面积359.91平方千米，2015年人口61880。